# Крачковська Наталія Леонідівна
Крачковська Наталя Леонідівна (24 листопада 1938 — 3 березня 2016) — радянська і російська акторка. Заслужена артистка Росії (1998).

## Біографічні відомості
Народилася 24 листопада 1938 року. в Москві в акторській родині (мати — Фоніна Марія Зотівна (1916—1993), радянська акторка театру і кіно; акторка Московського драматичного театру ім. О. С. Пушкіна). Навчалась у Всесоюзному державному інституті кінематографії.
Яскрава характерна і комедійна акторка. Знялася більш ніж в 130 фільмах і серіалах, грала переважно ролі другого плану і епізоди. Найбільшу популярність принесли ролі в кінокомедіях Леоніда Гайдая.
Знялась в фільмах українських кіностудій: «Розповіді про Кешку і його друзів» (1974), «Віщує перемогу» (1978), «Місце зустрічі змінити не можна» (1979, т/ф, 5 с), «Зигзаг» (1980, к/м), «Просто жах!» (1982), «Вечори на хуторі біля Диканьки» (1983), «Подвиг Одеси» (1985), «Яри (1990)», «По кому в'язниця плаче...» (1991), «Якось в Одесі, або Як виїхати з СРСР» (1992, відео), «Господи, помилуй заблукалих...» (1992, Казахстан—Україна).
Багато знімалася в сатиричному тележурналі «Фитиль» та дитячому гумористичному кіножурналі «Єралаш».
Працювала на озвучуванні і дубляжі фільмів і мультфільмів.
Померла на 78-му році життя вранці 3 березня 2016 року в Москві в лікарні. 5 березня була похована на Троєкуровському кладовищі.
Родина
- Чоловік: Крачковський Володимир Васильович (1923—1988) — радянський звукооператор.
  - Син: Крачковський Василь Володимирович (нар. 1963) — звукорежисер, працює на «Мосфільмі».

## Фільмографія
1. 1955 — Повість про агронома — Раєчка
2. 1959 — Все починається з дороги — епізод, немає в титрах
3. 1959 — У степовій тиші — секретарка
4. 1960 — Нормандія-Німан — дівчина у військовій формі, немає в титрах
5. 1960 — Російський сувенір — Наташа, в епізоді (немає в титрах)
6. 1961 — Битва в дорозі — Верунька
7. 1962 — Колеги — медсестра, немає в титрах
8. 1962 — Повінь — Клава, доярка
9. 1964 — Одруження Бальзамінова — гуляща, немає в титрах
10. 1967 — Микола Бауман — жінка на похоронах, немає в титрах
11. 1967 — Операція «Трест» — дама в ресторані, немає в титрах
12. 1971 — 12 стільців — мадам Гріцацуєва
13. 1972 — Нерви... Нерви...
14. 1973 — Іван Васильович змінює професію — Уляна Андріївна Бунша
15. 1973 — Нейлон 100 % — Генрієтта
16. 1973 — Ця весела планета — «Метелик»
17. 1973 — Чиполліно — Чіполла
18. 1974 — Киш і Двапортфеля
19. 1974 — Калина червона
20. 1974 — Царевич Проша — Лушенька, придворна дама
21. 1974 — Розповіді про Кешку і його друзів (Одеська кіностудія)
22. 1975 — Ау-у! — продавчиня
23. 1975 — Наречена з півночі
24. 1975 — Крок назустріч
25. 1975 — Не може бути! — покупчиня картин (епізод)
26. 1975 — Хлопчик і лось — епізод
27. 1975 — У самого Чорного моря
28. 1976 — Мама — Ведмедиця
29. 1976 — Два капітани
30. 1976 — Чарівний ліхтар
31. 1976 — Розвага для старичків — ведуча конкурсу
32. 1977 — Іван і Коломбіна
33. 1977 — Інкогніто з Петербурга
34. 1977 — Ці неймовірні музиканти, або Нові сновидіння Шурика
35. 1978 — Віщує перемогу (кіностудія ім. О. Довженка)
36. 1978 — Слідство ведуть ЗнаТоКі. До третього пострілу
37. 1979 — Місце зустрічі змінити не можна (Одеська кіностудія)
38. 1979 — Суєта суєт — Варвара
39. 1979 — Піна — Анетта Кочевряжкіна
40. 1980 — Ляпас — повія
41. 1980 — Зигзаг (Одеська кіностудія)
42. 1981 — Брелок з секретом — завідувачка перукарні
43. 1982 — Одружений парубок
44. 1982 — Василь Буслаєв — Окулиха
45. 1982 — Там, на невідомих доріжках…
46. 1982 — Будьте моїм чоловіком
47. 1982 — Просто жах! (Одеська кіностудія) — Раїса Миколаївна, медсестра в ветеринарній клініці
48. 1982 — Бережіть чоловіків! — дикторка НДІ
49. 1982 — Передчуття любові — мати Ольги
50. 1982 — Покровські ворота — Ольга Янівна, дружина Соєва
51. 1983 — І життя, і сльози, і любов — Маша
52. 1983 — Обіцяю бути!
53. 1983 — Вечори на хуторі біля Диканьки (Укртелефільм) — тітонька Шпоньки
54. 1984 — Легенда про любов
55. 1984 — Доручити генералу Нестерову...
56. 1985 — Після дощику в четвер — друга нянька
57. 1985 — Салон краси
58. 1985 — Подвиг Одеси (Одеська кіностудія)
59. 1986 — Додатковий прибуває на другу колію — Саукова
60. 1986 — Потрібні люди — сусідка Олі по дому
61. 1987 — Людина з бульвару Капуцинів — Кончіта
62. 1987 — Цирк приїхав
63. 1987 — Де б не працювати...
64. 1987 — Сильніше за всіх інших велінь —  купчиха
65. 1988 — Дубровський — гостя Троєкурова
66. 1988 — Раз, два — лихо не біда! — придворна дама
67. 1988 — Подія в Утіноозьорську — вдова журналіста
68. 1989 — Руанська діва на прізвисько Пампушка
69. 1990 — Аферисти
70. 1990 — Яри (Одеська кіностудія) — колега по службі Клави
71. 1991 — Не питай мене ні про що
72. 1991 — Мавпа, що розмовляє
73. 1991 — Агенти КДБ теж закохуються
74. 1991 — Божевільні — Єва, дружина шпигуна
75. 1991 — По кому в'язниця плаче... («Аркадія», Одеська кіностудія)
76. 1992 — Якось в Одесі, або Як виїхати з СРСР («Відео-Молдова», Одеська кіностудія)
77. 1992 — Ка-ка-ду
78. 1992 — Гріх
79. 1990 — Господи, помилуй заблукалих... (Казахстан—Україна)
80. 1990 — Приватний детектив, або Операція «Кооперація» — пасажирка авіалайнера, любителька подорожей
81. 1992 — На Дерибасівській гарна погода, або На Брайтон-Біч знову йдуть дощі — дружина Моні
82. 1994 — Майстер і Маргарита — Штурман Жорж / дама в «Грибоєдові»
83. 1994 — Кафе «Полуничка» (серіал)
84. 2006 — Московська історія
85. 2006 — «Троє зверху» (серіал) — покупчиня
86. 2019 — Веселі гастролі на Чорному морі — Сіба
87. та багато ін.